# Sabanejewia
A Sabanejewia a sugarasúszójú halak (Actinopterygii) osztályának pontyalakúak (Cypriniformes) rendjébe, ezen belül a csíkfélék (Cobitidae) családjába tartozó nem.

## Rendszerezés
A nembe az alábbi 10 faj tartozik:
- kőfúró csík (Sabanejewia aurata) (De Filippi, 1863)
- balkáni csík (Sabanejewia balcanica) (Karaman, 1922)
- Sabanejewia baltica Witkowski, 1994
- bolgár csík (Sabanejewia bulgarica) (Drensky, 1928)
- kaszpi csík (Sabanejewia caspia) (Eichwald, 1838)
- kaukázusi csík (Sabanejewia caucasica) (Berg, 1906)
- Sabanejewia kubanica Vasilieva & Vasiliev, 1988
- olasz csík (Sabanejewia larvata) (De Filippi, 1859)
- román csík (Sabanejewia romanica) (Bacescu, 1943)
- Sabanejewia vallachica (Nalbant, 1957)